# Gordon Mulholland
Gordon Mulholland (* 30. April 1921 in Kapstadt; † 30. Juni 2010 in East London, Südafrika) war ein britischer Schauspieler.

## Leben
Mulholland wurde in Kapstadt geboren, wo seine aus London stammende Mutter als Platzanweiserin in einem Theater arbeitete. Als einziges von fünf Geschwistern erreichte er das Erwachsenenalter. Er kam in das katholische Kinderheim Nazareth House und besuchte später das Marist Brothers College in Rondebosch.
Mulholland begann seine Karriere als Komiker bei der Truppenunterhaltung während des Zweiten Weltkrieges. Nach dem Krieg wechselte er zur Theaterarbeit und produzierte und spielte in eigenen Shows. Auch im Film fasste er Fuß und erhielt einige kleinere Rollen.
1967 zog Mulholland nach Südafrika, wo er erfolgreich auf der Bühne und im Radio arbeitete. Seinen Durchbruch schaffte er mit der Hauptrolle der von 1976 bis 1978 ausgestrahlten, 76-teiligen Fernsehserie The Villagers. Einen großen Kinoerfolg hatte er 1986 mit Jock of the Bushveld.
Mulholland war in erster Ehe mit der Tänzerin Hope Calvert verheiratet, mit der er einen Sohn bekam. 1963 heiratete er die Schauspielerin Diane Wilson (* 1941). Sie standen auch zusammen auf der Bühne, unter anderem als Ehepaar in Noël Cowards Komödie Blithe Spirit. Aus ihrer Ehe gingen zwei Söhne hervor. 1972 wurde sie geschieden.
Mulholland erlitt 2009 einen Schlaganfall, nach dem sich sein Gesundheitszustand stetig verschlechterte. Er starb 2010 im Alter von 89 Jahren.

## Filmografie (Auswahl)
- 1965: Sanders und das Schiff des Todes (Coast of skeletons)
- 1976–1978: The Villagers (TV-Serie)
- 1986: Jock of the Bushveld